# Alex Bapela
Alex Bapela (ur. 4 października 1969) – południowoafrykański piłkarz grający na pozycji pomocnika. W reprezentacji Republiki Południowej Afryki rozegrał 6 meczów.

## Kariera klubowa
Karierę piłkarską Bapela rozpoczął w klubie Real Rovers. W 1994 roku zadebiutował w jego barwach w pierwszej lidze południowoafrykańskiej. W Real Rovers grał przez 3 sezony i rozegrał w nim 106 meczów, w których strzelił 29 goli.
W 1997 roku Bapela odszedł do zespołu Mamelodi Sundowns. W Mamelodi Sundowns grał do końca sezonu 2002/2003, czyli do zakończenia swojej kariery piłarskiej. Wraz z zespołem Mamelodi Sundowns trzykrotnie wywalczył mistrzostwo Republiki Południowej Afryki w latach 1998, 1999 i 2000. Zdobył również Rothmans Cup w 1999 roku. W Mamelodi Sundowns wystąpił 125 razy w meczach ligowych i zdobył w nich 31 bramek.
| Sezon   | Klub              | Kraj              | Rozgrywki             | Mecze | Bramki |
| ------- | ----------------- | ----------------- | --------------------- | ----- | ------ |
| 1994    | Real Rovers       | Południowa Afryka | I. liga               | 32    | 9      |
| 1995    | Real Rovers       | Południowa Afryka | I. liga               | 36    | 11     |
| 1996/97 | Real Rovers       | Południowa Afryka | Premier Soccer League | 38    | 9      |
| 1997/98 | Mamelodi Sundowns | Południowa Afryka | Premier Soccer League | 19    | 5      |
| 1998/99 | Mamelodi Sundowns | Południowa Afryka | Premier Soccer League | 32    | 10     |
| 1999/00 | Mamelodi Sundowns | Południowa Afryka | Premier Soccer League | 11    | 3      |
| 2000/01 | Mamelodi Sundowns | Południowa Afryka | Premier Soccer League | 35    | 9      |
| 2001/02 | Mamelodi Sundowns | Południowa Afryka | Premier Soccer League | 28    | 4      |
| 2002/03 | Mamelodi Sundowns | Południowa Afryka | Premier Soccer League | 0     | 0      |

## Kariera reprezentacyjna
W reprezentacji Republiki Południowej Afryki Bapela zadebiutował w 1999 roku. Wcześniej w 1998 roku był w kadrze RPA na Pucharu Narodów Afryki 1998, która wywalczyła wicemistrzostwo kontynentu, jednak nie wystąpił na tym turnieju ani razu. W 2000 roku zagrał w 3 meczach Pucharu Narodów Afryki 2000: z Demokratyczną Republiką Konga (1:0), z Algierią (1:1), półfinale z Nigerią (0:2) i o 3. miejsce z Tunezją (4:3). W kadrze narodowej od 1999 do 2000 roku rozegrał 6 meczów.